# 2 Become 1
«2 Become 1» (en español: «Dos se convierten en uno») es una canción balada pop romántica grabada, interpretada y escrita por el grupo británico de pop Spice Girls. La canción fue el tercer sencillo de su álbum debut de estudio Spice (1996). Fue su primera balada lanzada como sencillo, en contraposición con los dos primeros sencillos que tenían un estilo más dance.
"2 Become 1" se convirtió en el tercer número 1 consecutivo del grupo y en su segunda canción que lograba vender más de un millón de unidades en el Reino Unido.[cita requerida] Lanzado en noviembre de 1996, permaneció durante tres semanas consecutivas en los más alto de las listas logrando el disco de platino.[cita requerida] En los Estados Unidos no fue publicada hasta junio de 1997 y logró llegar al número 4 del Billboard y obtener un disco de oro certificado por la RIAA.[cita requerida] El sencillo tuvo gran éxito a nivel mundial y alcanzó el top 10 de la mayor parte de países.

## Composición e inspiración
"2 Become 1" fue coescrita por las Spice Girls junto a Richard Stannard y Matthew Rowbottom. Stannard and Rowe además coprodujeron la canción. La balada se centra en como la relación entre dos amantes puede ser tan fuerte que se conviertan en una sola persona a través del acto sexual. Según su libro oficial, Girl Power!, tras componer canciones más animadas de estilo dance el grupo decidió escribir una balada.[cita requerida]
El grupo comenzó a escribir la canción tras finalizar "Wannabe", inspiradas en la relación que existía entre Halliwell y Rowe. Melanie Brown comenta en su autobiografía lo siguiente: "Cuando Matt y Geri se miraron supe que era lo que estaba pasando aunque ellos lo negaran. Les conocía a ambos demasiado bien como para que fuera un secreto para mí". Stannard recuerda la complicidad que existía entre ambos: "Ellos tenían una relación muy estrecha. Desde un principio conectaron. Y pienso que la letra de "2 Become 1" refleja parte de esa relación especialmente en el primer verso, el cual compusieron juntos".

### Versión en español
El grupo grabó una versión en español de la canción titulada "Seremos uno, los dos". La canción fue escrita por las propias Spice Girls, junto a Richard Stannard, Matthew Rowbottom. Stannard y Rowe además coprodujeron la canción. y fue adaptada al español por Nacho Mañó. El título elegido fue, "2 Become 1 – Spanish Version", aunque el título se encuentra traducido en una de las líneas de la canción : "Seremos uno los dos". La canción fue lanzada como bonus track dentro del álbum Spice en Colombia, México, Sudáfrica y en otros países latinoamericanos como Chile y Brasil.  Además se incluyó en una reedición especial del álbum en España y como una de las canciones de la segunda versión del sencillo "2 Become 1" en los Estados Unidos. Aunque en la versión en español, la frase "Wanna make love to ya baby" se mantiene en inglés, las chicas la cantan con acento español. Esta es la única canción que las Spice Girls grabaron en español, sin contar el verso que Geri Halliwell canta también en español en la canción "If U Can't Dance".

### VersiónGeri Halliwell
La parte en solitario cantada por Victoria Beckham en el videoclip y en la versión sencillo, es sin embargo cantada por Geri Halliwell en la versión del álbum Spice (álbum) y la versión en español. La versión del sencillo intenta no discriminar dado que la original dice "boys and girls are good together" (los chicos y las chicas están bien juntos).
En 2019 el grupo realiza una Gira como cuarteto por Europa donde interpretan el sencillo 2 Become 1. En todas las presentaciones en vivo, Geri interpreta el verso de Victoria.

## Crítica
"2 Become 1" fue en general bien recibida por los críticos musicales. Stephen Thomas Erlewine de Allmusic se refirió a la canción diciendo: " es una perfecta composición contemporánea para adultos". Ben Thompson de Amazon.com la describió como "una canción clásica que convirtió a Spice en uno de los mejores álbumes de la década de los 90"..

## Vídeo musical
El vídeo de "2 Become 1" fue dirigido por Big TV!, y la fotografía estuvo a cargo de  Stephen Keith-Roach, quien había trabajado en otros vídeos como en el de la canción "Virtual Insanity" de Jamiroquai o en el de la canción  "Discotheque" de U2. En el vídeo se muestran a las cinco componentes del grupo apareciendo juntas o en solitario en Times Square y en otros lugares de la ciudad de Nueva York. En ocasiones la escena final del vídeo no se muestra en televisión dado que la canción finaliza con un instrumental de cuarenta segundos.

## Repercusión en las listas de éxitos

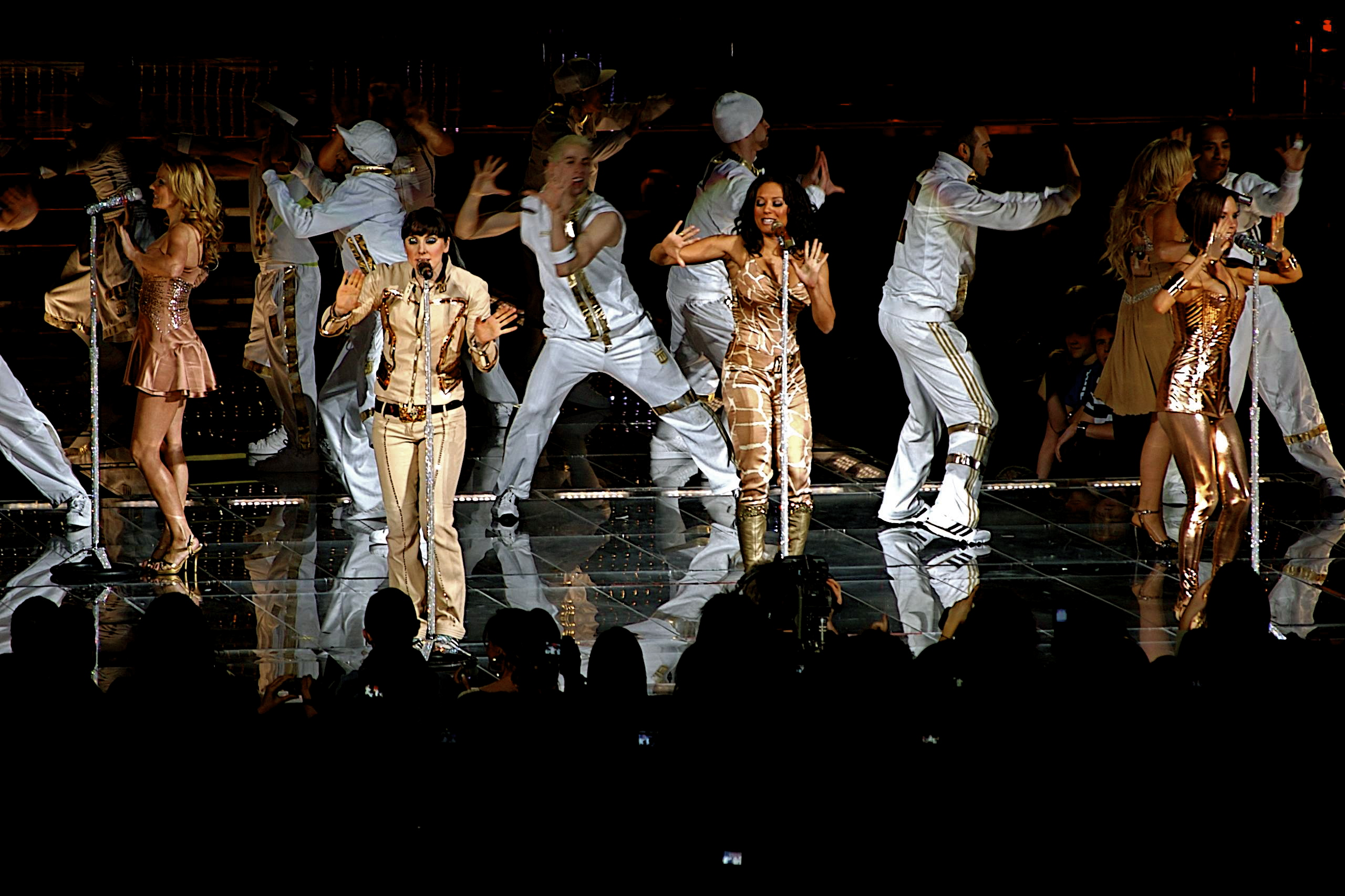
El grupo durante su gira de regreso en diciembre de 2007 en el Toronto Air Canada Center.

El sencillo iba a ser lanzado originalmente en el Reino Unido el 28 de octubre de 1996, pero la fecha se retrasó para permitir que la canción "Knockin' on Heaven's Door", publicada en homenaje a los 17 fallecidos en la masacre de la Escuela primaria de Dunblane, Escocia alcanzara el número 1 del UK Singles Chart. Finalmente el lanzamiento se produjo una semana más tarde y la canción alcanzó directamente el número 1, convirtiéndose en el tercer sencillo del grupo que alcanzaba el número 1 la semana de su debut. La canción permanecería tres semanas en lo más alto de las listas y le proporcionaría al grupo su primer número 1 navideño. Aunque el sencillo se publicó a falta dos semanas para finalizar el año 1996, la canción fue la novena más vendida del año, vendiendo más de 200 000 copias en los primeros tres días de venta y 730 000 en sus dos primeras semanas. En 1997, el sencillo vendería 350 000 copias más y ocuparía el puesto 35 entre las canciones más vendidas. En total la canción vendería 1 080 000 unidades convirtiéndose en la segunda canción del grupo en vender más de 1 millón de discos tan sólo en el Reino Unido.
El sencillo tuvo gran éxito en el resto de Europa llegando al número 3 del Euro Hot 100. En Irlanda fue el segundo sencillo del grupo en alcanzar el número 1, donde permanecería un total de seis semanas convirtiéndose en el primer número 1 navideño del país. En Noruega la canción debutó en diciembre de 1996 en el puesto número 13, alcanzado el número 3 cinco semanas después, y permaneciendo un total de catorce semanas en la lista. La canción logró además el disco de oro. En los Países Bajos el sencillo se convirtió en el tercer top five del grupo en el país al alcanzar el puesto número 2, con un total de 21 semanas en listas. En Francia el sencillo fue el tercer top five del grupo, debutando el 1 de marzo de 1997 en el número 9, y alcanzando su posición más alta (número 4) dos semanas después. En total permanecería 13 semanas en la lista, y recibiría el disco de oro. La canción también alcanzó la lista de los 10 temas más populares en otros países europeos como: Austria, Dinamarca, Finlandia, Italia, Suecia y Suiza y el top quince en Bélgica y Alemania
En Japón "2 Become 1" alcanzó el número 2 en el  Tokyo Hot 100 en enero de 1997. En Nueva Zelanda el sencillo debutó el 22 de diciembre de 1996 en el puesto número 12 mientras que las canciones del grupo "Wannabe" y "Say You'll Be There" se encontraban en el top five. La canción llegaría al número 3 y permanecería un total de dieciocho semnas en la lista. En Australia el sencillo entró en la lista el 20 de abril de 1997 en el puesto número 5. Llegaría a ocupar el puesto número 2 durante dos semanas, frenado por la canción "Truly Madly Deeply" del grupo Savage Garden. En la lista australiana la canción permanecería un total de dieciocho semanas, de las cuales doce en la lista de los 10 temas más populares, y obtendría un disco de platino certificado por la Australian Recording Industry Association. En Brasil la canción alcanzó el número 1 durante tres semanas, y finalizaría ocupando el puesto número 5 en lista de final de año.
En los Estados Unidos la canción se hizo increíblemente popular, alcanzando la lista de los 10 temas más populares tanto en el Hot 100 Airplay como en el Hot 100 Singles Sales, pero fallando en el intento de alcanzar el número 1 del Billboard Hot 100, donde sólo pudo ser número 4 (un lugar por debajo del anterior sencillo "Say You'll Be There"). Aun así en el momento de su lanzamiento se convirtió en la segunda canción de un grupo internacional que más alto llegaba en el Hot 100 en la semana de su lanzamiento (número 6) tan solo por detrás del anterior sencillo del grupo  "Say You'll Be There" (número 5).

## Formatos y listado de canciones
Estos son los principales formatos en que se editó "2 Become 1" y las canciones incluidas en cada uno:
| - UK CD1/Australia CD/Brasil CD/Suráfrica CD 1. «2 Become 1» [Versión sencillo] – 4:05 2. «2 Become 1» [Versión orquestal] – 4:05 3. «One of These Girls» – 3:33 4. «Wannabe» [Junior Vasquez Remix Edit] – 5:57 - UK CD2 1. «2 Become 1» [Versión sencillo] – 4:05 2. «2 Become 1» [Dave Way Remix] – 4:01 3. «Sleigh Ride» - 3:18 - Países Bajos Promo CD/México Promo CD 1. «2 Become 1» [Versión español] – 4:05 2. «2 Become 1» [Versión sencillo] – 4:05 - Canada Promo CD/Europa CD 1. «2 Become 1» [Versión sencillo] – 4:05 2. «2 Become 1» [Versión orquestal] – 4:05 - Japón CD 1. «2 Become 1» [Versión sencillo] – 4:05 2. «2 Become 1» [Versión orquestal] – 4:05 3. «One of These Girls» – 3:33 4. «Sleigh Ride» – 3:18 - Tailandia Promo CD 1. «2 Become 1» [Álbum Versión] – 4:00 | - US CD1 1. «2 Become 1» [Versión sencillo] – 4:05 2. «One of These Girls» – 3:33 - US CD2 1. «2 Become 1» [Versión sencillo] – 4:05 2. «2 Become 1» [Dave Way Remix] – 4:01 3. «One of These Girls» – 3:33 4. «2 Become 1» [Versión español] – 4:05 5. «2 Become 1» [Versión orquestal] – 4:05 - España 12" sencillo en vinilo 1. A1: 2 Become 1 [Versión sencillo] – 4:05 2. A2: «2 Become 1» [Versión orquestal] – 4:05 3. B1: «Wannabe» [Junior Vasquez Remix Edit] – 5:57 4. B2: «One of These Girls» – 3:33 - UK Promo 12" sencillo en vinilo 1. A1: «2 Become 1» [Dave Way Remix] – 4:01 2. B1: «Wannabe» [Junior Vasquez Remix Edit] – 5:57 3. B2: «Wannabe» [Junior Vasquez Gomis Dub] – 6:36 - 2007 Club Remixes 1. «2 Become 1» [Georgie Porgie Extended Mix] – 7:16 2. «2 Become 1» [Georgie Porgie Dub Mix] – 7:18 3. «2 Become 1» [Georgie Porgie Radio Edit] – 4:03 |

## Créditos
| - Spice Girls – voces - Matt Rowe – productor, teclados y programaciones. - Richard Stannard – productor, teclados y programaciones. - Andy Bradfield – ayudante de producción y mezclas. - Adrian Bushby – ingeniero de sonido. - Patrick McGovern – asistente. - Pete Davis, Paul Walker y Statik – ayudantes de programación. | - Greg Lester – guitarra - Nathan East - Bajo - Steve Ferrone - Batería - Paulinho da Costa – Percusión - Craig Armstrong – arreglos de cuerda. - Perry Montague-Masson – director de orquesta. - Mark Stent – mezclas. - Dave Way – remezclas. |

## Versiones
- Emma Bunton ha interpretado en vivo versiones de la canción a lo largo de su carrera en solitario.[37]
- El virtuoso guitarrista Paul Gilbert realizó una versión de la canción en su álbum Alligator Farm,[38] y habitualmente ha interpretado la canción en sus directos.[39]
- La cantante filipina de bossa nova Sitti grabó una versión de la canción en su segundo álbum My Bossa Nova.[40]

## Listas de éxitos
| lista (1996/1997)                | Mayor posición |
| -------------------------------- | -------------- |
| Alemania                         | 13             |
| Austria                          | 9              |
| Bélgica                          | 11             |
| Dinamarca                        | 7              |
| España                           | 1              |
| Colombia Top 100                 | 1              |
| Euro Hot 100                     | 3              |
| Finlandia                        | 9              |
| Irlanda                          | 1              |
| Italia                           | 6              |
| Japón Tokyo Hot 100              | 2              |
| Letonia Airplay Top              | 2              |
| Nueva Zelanda                    | 3              |
| Noruega                          | 3              |
| Países Bajos Mega Single Top 100 | 2              |
| Países Bajos Top 40              | 3              |
| Suecia                           | 7              |
| Suiza                            | 10             |
| Reino Unido                      | 1              |

| lista (1997)                                | Mayor posición |
| ------------------------------------------- | -------------- |
| Australia                                   | 2              |
| Brasil                                      | 1              |
| Canadá                                      | 2              |
| Francia                                     | 4              |
| U.S. ARC Weekly Top 40                      | 2              |
| U.S. Billboard Adult                        | 8              |
| U.S. Billboard Adult Top 40                 | 27             |
| U.S. Billboard Hot 100                      | 4              |
| U.S. Billboard Hot Dance Maxi-Singles Sales | 24             |
| U.S. Billboard Rhythmic Top 40              | 4              |
| U.S. Billboard Top 40 Mainstream            | 4              |

## Certificaciones
| \| País \| Certificador \| Certificación \| Ventas \| \| -------------- \| ------------ \| ------------- \| ---------- \| \| Australia \| ARIA \| Platino[30] \| 70 000+ \| \| Colombia \| ASINCOL \| Diamante[30] \| 110 000+ \| \| Francia \| SNEP \| Oro[24] \| 200 000+ \| \| Noruega \| VG \| Oro[19] \| 5000+ \| \| Reino Unido \| BPI \| Platino[61] \| 1 000 000+ \| \| Estados Unidos \| RIAA \| Oro[62] \| 500 000+ \| |              |               |            |
| País | Certificador | Certificación | Ventas     |
| Australia | ARIA         | Platino       | 70 000+    |
| Colombia | ASINCOL      | Diamante      | 110 000+   |
| Francia | SNEP         | Oro           | 200 000+   |
| Noruega | VG           | Oro           | 5000+      |
| Reino Unido | BPI          | Platino       | 1 000 000+ |
| Estados Unidos | RIAA         | Oro           | 500 000+   |